# Abu Nasr Mansur
Abū Nasr Mansūr ibn ʿAlī Ibn ʿIrāq (persisch أبو نصر منصور بن علی بن عراق, DMG Abū Naṣr Manṣūr ibn ʿAlī Ibn ʿIrāq); * ca. 960 in Gilan; † um 1036 in Ghazna (Afghanistan), war ein persischer Mathematiker und Astronom, der als erster Wissenschaftler den sphärischen Sinussatz bewiesen hat.

## Leben und Wirken
Abu Nasr war ein führendes Mitglied (Prinz) der in Choresmien herrschenden Familie der Iraqiden, die 995 von der Dynastie der Choresm-Schahs abgelöst worden war. Als Schüler des weit über die Grenzen des damaligen Persiens hinaus bekannten Mathematikers und Astronomen Abu l-Wafa hatte Abu Nasr das Glück, eine solch solide wissenschaftliche Bildung vermittelt zu bekommen, die ihn später selbst zu einer Kapazität auf dem Gebiet der Astronomie und der Mathematik werden ließ. Bis 1016 am Hof der Choresm-Schahs, in der Nähe Khiwas im heutigen Usbekistan lebend, führte er einen regen Briefwechsel mit anderen Gelehrten der Region und genoss ein hohes Ansehen. Nach einem erneuten Machtwechsel 998 durch Mahmud verschlug es ihn, wohl als Gefangener Sultan Mahmuds, mit seinem Schüler al-Bīrūnī nach Ghazna im damaligen Ghaznawiden, wo er auch bis zu seinem Lebensende seine Forschungen betrieb.
Ein astronomisches Handbuch mit Tabellen, das als sein Hauptwerk zu gelten hat, ist leider verloren gegangen. Erhalten dagegen ist seine Bearbeitung der »Sphäre« von Menelaos sowie mehrere Aufzeichnungen und Studien zu Kernfragen der Astronomie und Mathematik. Seine bedeutendste Leistung lieferte er aber mit seinem Beitrag zur Entwicklung der sphärischen Trigonometrie, insbesondere zu seiner Entdeckung des Sinussatzes.
Große Verdienste erwarb er sich auch in den Jahren der Ausbildung seines Schülers al-Bīrūnī, der wohl als genialster Wissenschaftler des orientalischen Mittelalters zu gelten hat und mit dem er bis zu seinem Lebensende in wissenschaftlichem Kontakt stand.

## Werke
- Rasāʾil Abī-Naṣr Manṣūr ibn ʿIrāq ila al-Bīrūnī, Frānkfūrt, 1998
- Die Sphärik von Menelaos aus Alexandrien in der Verbesserung von Abū Naṣr Manṣūr b. ʿAlī b., Berlin: Weidmann, 1936

## Publikation
- Max Krause: Die Sphärik von Menelaos aus Alexandrien in der Verbesserung von Abu Nasr Mansur b. 'Ali b. 'Iraq: Mit Untersuchungen zur Geschichte des Textes bei den islamischen Mathematikern; (Dissertation) Johann Wolfgang Goethe-Universität Frankfurt a. M.; 1997; ISBN 3-8298-4038-1

## Nachweise
1. 1 2 3 4  François Charette: Mansur Ali ibn 'Iräq al-Jiläni, Abu Nasr, Lexikon der bedeutenden Naturwissenschaftler, 2007, Band 2; Elsevier GmbH, München; S. 462–463; ISBN 3-8274-1883-6
2. ↑  Abū Naṣr Manṣūr b. ʿIrāq. Brill, abgerufen am 18. März 2020 (englisch).
3. ↑  J. Len Berggren: Ibn ʿIrāq: Abū Naṣr Manṣūr ibn ʿAlī ibn ʿIrāq. In: The Biographical Encyclopedia of Astronomers. New York: Springer, 2007, S. 557–558, abgerufen am 19. März 2020 (englisch).

| Personendaten    | Personendaten                                                                                  |
| ---------------- | ---------------------------------------------------------------------------------------------- |
| NAME             | Abu Nasr Mansur                                                                                |
| ALTERNATIVNAMEN  | Abu Nasr Mansur ibn Ali ibn Iraq (vollständiger Name); أبو نصر منصور بن علی بن عراق (persisch) |
| KURZBESCHREIBUNG | persisch-moslemischer Mathematiker und Astronom                                                |
| GEBURTSDATUM     | um 960                                                                                         |
| GEBURTSORT       | Gilan                                                                                          |
| STERBEDATUM      | um 1036                                                                                        |
| STERBEORT        | Ghazna                                                                                         |